# A Sibila
A Sibila é um romance de Agustina Bessa-Luís publicado em 1954. O título remete para as figuras clássicas das sibilas, como a Delfos, a mais célebre de todas. No romance, a palavra indica a protagonista, a Quina. Este romance venceu o Prémio Delfim Guimarães e o Prémio Eça de Queiroz.

## A acção
```
“– Há uma data na varanda desta sala – disse Germana – que lembra a época em que a casa se reconstruiu. Um incêndio, por alturas de 1870, reduziu a ruínas toda a estrutura primitiva.”
```

Assim começa esta obra marcante na ficção portuguesa contemporânea.
A acção do romance gira em redor de Quina, a sibila, de acordo com o título. Apresenta os seus antecedentes (os pais, Maria e Francisco Teixeira com a sua libertinagem); a infância de Quina, a sua relação com a mãe, o pai e a irmã; conta, depois, a grande mudança operada na jovem Quina, quando ela, mercê de dotes que entretanto se revelam, se descobre capaz de domínio sobre os que o rodeiam; a partir daqui, ela é já a sibila, quer junto de elementos da camada popular, quer junto dum mundo feminino socialmente mais elevado (caso especial da Condessa de Monteros). Entretanto, entra no romance a pequena Germa, que aos poucos vai descobrir a protagonista como “possuidora de todo o puro enigma do ser humano, vórtice de paixões onde subsiste, oculta, nem sempre declarada, às vezes triunfante, uma aspiração de superação, alento sobre-humano que redime e que transfigura”. A morte de Quina acontece quando Germa é já adulta.

## O tempo
Cronologicamente, a acção do romance, que foi publicado em 1954, decorre entre cerca de 1850 (1870 é só a data da reconstrução da Casa da Vessada, quando Maria já estava casada há anos) e cerca de 1950. Um século, portanto.
São evocados alguns acontecimentos históricos anteriores a 1870 (Patuleia, José do Telhado…) e posteriores, como a chegada da República (1910).
Para o leitor, o tempo é sobretudo o da biografia de Quina: o da sua infância, o da sua juventude, o do alargamento da sua influência, o da entrada em cena de Germa, o da sua velhice e morte. E para no-lo transmitir basta à narradora sugerir breves dados da cronologia.

## O espaço
O espaço (físico, social e cultural) onde decorre a história de Quina é o das proximidades de Amarante (o das raízes familiares de Agustina). De facto, a gente sente-se num Entre Douro e Minho que parece mesmo Minho. Lembra Camilo Castelo Branco.
A narradora conhece profundamente esse espaço rural nas suas casas, nas suas produções agrícolas, nos processos dessa produção, na sua fauna e flora, na sua geografia estreita, nos seus hábitos familiares, na sua linguagem, na sua culinária, na educação dada aos novos, nas amizades e maledicências, nas traições, na sua magra economia, nas relações que as casas estabelecem com as outras casas vizinhas, na sua história, na sua prática religiosa, etc.
A princípio somos levados para a Casa do Freixo, a de Maria e seus irmãos; depois assentamos arraiais na da Vessada, a casa de Francisco Teixeira, para onde Maria vai viver depois de casar. É lá que nasce e cresce Quina, é essa casa que, arruinada pela estroinice de Francisco Teixeira, ela vai restaurar e impor pela abastança e que vai por fim deixar em testamento a Germa, por fidelidade ao sangue familiar.
Outras casas: a de Folgozinho e a da Condessa Monteros (ambas fidalgas); a de Justina, "Estina", irmã mais velha de Quina (em Morouços), a da vizinha Narcisa Soqueira…

## As personagens
São muito numerosas as personagens d’A Sibila. Deixando de parte as que são meras figurantes, fixemo-nos nas principais:
- Francisco Teixeira, o pai de Quina, “o maior conquistador da comarca”, que leva casa da Vessada à ruína, mas que deixará uma profunda e não desagradável memória; Maria, sua esposa, sobre quem recai o peso da criação dos filhos e da economia familiar até à juventude de Quina, e que morre com 94 anos, mentalmente debilitada.

Dos irmãos de Maria, assinalam-se José, que emigrara, fizera fortuna e adquirira a Quinta de Folgozinho, e Balbina, madrinha de Quina, que casa para Água-Levada.
Dos irmãos de Quina, a irmã Estina, é frequentemente mencionada; casa para Morouços, com Inácio Lucas, a quem não ama e que a trata rudemente. Também muito mencionado é o irmão Abel, pai de Germa. Menos referido é o irmão João, que faz um casamento muito criticado pela mãe.
Outras personagens com certo relevo são Narcisa Soqueira e o seu filho Augusto (duma casa que pega com a da Vessada), Adão (ex-pretendente de Quina), a Condessa de Monteros (Elisa Aida, parenta não muito próxima de Maria). Na geração mais recente avultam Germa, Custódio e Libória. Germa possui uma enorme importância no romance: tendo, na infância e adolescência, conhecido muito bem Quina e o seu mundo tradicional e rural, afasta-se, depois, para voltar mais tarde, dotada de uma cultura urbana e geral muito vasta que a há-de capacitar para interpretrar a sedutora figura da protagonista; parece referir a própria Agustina. A devoção que à idosa Quina vai merecer o pobre Custódio faz dele também uma personagem relevante.

## Quina
Se a narradora, com Germa, vê Quina “possuidora de todo o puro enigma do ser humano”, isso não significa que adopte perante ela uma atitude de aceitação ou até exaltação continuadas; pelo contrário, assinala-lhe também defeitos variados e graves.
Admira-lhe o que chama o seu “condão”, a capacidade para improvisar uma “prece, cheia duma verbosidade genuína, [que] era como um improviso de melodia, sempre viva e sempre tocante, e em que o aspecto ingénuo ficava sepultado sob a força trágica da insistência, do impulso místico, duma espécie de ordem apaixonada, violenta, porém, fundamentalmente, resignada e triste”.
Descreve-a como possuidora dum conhecimento congénito dos homens: “Mercê dum sentido finíssimo para se embrenhar nos fenómenos da natureza humana ou simplesmente do meio vital, com os seus elementos, suas causas e efeitos, depressa adquiriu uma sabedoria profunda acerca de todos os ritmos da consciência, do instinto, das forças telúricas que se conjugam no fatalismo da continuidade. Conhecia os homens sem o aprender jamais. Sabia, uma por uma, qual a reacção que correspondia a determinado tipo, perante determinado facto. Adivinhava-lhes os pensamentos, mesmo antes de ela os poder raciocinar”.
E foi este conhecimento que lhe proporcionou uma ascendência espiritual de sibila sobre os circunstantes: “Simples era, portanto, para ela atingir uma ascendência espiritual sobre todos aqueles para quem essas qualidades inatas só poderiam significar símbolos de magia. Aos poucos, foi ganhando títulos de adivinha, de mulher de virtude [...]".
Mas sabemos também que Quina era uma “intriguista sorrateira e tão mesquinha de coração quando cismava uma vingança, intentava um lucro, sempre estuante de actividade e ambiciosa de considerações mundanas, ela, tão rasteira como o pó, fardo de malícia e de estultícia incríveis” [...].
A sua soberba não conhecia limites: «Há mistérios - dizia -, mas não para mim. Há Deus, mas é ele que me procura», embora coexistisse com uma “inesgotável dádiva de ternura”.

## Técnica narrativa
Aparentemente a focagem a partir da qual ouvimos a história de Quina é a da sua sobrinha Germa: “E, bruscamente, Germa começou a falar de Quina”, diz a narradora numa das páginas iniciais, sugerindo que é o dela o ponto de vista que nos é veiculado sobre os acontecimentos. Esta sugestão é retomada no final do romance.
Acompanhando lateralmente o fio condutor principal, bastante descontínuo, do relato da vida de Quina, sucedem-se episódios muito variados com numerosas personagens; tudo muito marcado pela elipse.
A sucessão das múltiplas narrativas segue, parece, a lógica da conversa comum, onde os temas ocorrem por uma associação muitas vezes ténue, sem nenhuma lógica de causalidade ou até de parentesco significativo: como quem recorda.
Sobretudo, a narradora, muito culta e opiniosa, é dotada duma soberba capacidade de análise. Descobre a sua cultura em breves acenos que nos levam para o mundo da literatura (mais europeia que nacional), da cultura clássica, da pintura, da moda, da etnografia, da sociologia, da psicologia, duma alargada geografia, da história, da mística…

## O estilo
O que a narradora nos quer mostrar é uma profunda dimensão humana que encontrou naquele espaço rural tradicional onde à mulher cabe um papel de primeira grandeza. Não busca a página de efeito estético imediato; percebe-se que a poderia escrever se quisesse, mas subordina tudo ao plano global da obra.
Este original romance nem é psicologista, ao modo dos presencistas (José Régio…), nem neo-realista (dos autores comunistas que se começam a manifestar a partir de 1940), nem existencialista (movimento que dava os seus passos iniciais). À margem de escolas, é surpreendente.
Nota-se certo prazer da narradora em denegrir as figuras quer masculinas quer femininas; ela não é inteira aliada de nenhuma: mesmo quando encontra traços mais dignos de admiração, coloca-os lado a lado com outros merecedores de decidida reprovação (casos de Quina e de Maria em particular). Vale para ela a imagem que Germa aplica a Quina, como se ela estivesse continuamente a saltar de um para outro lado da sebe que separa as propriedades da Vessada das da vizinha de Maria Soqueira, passando continuamente do ataque à defesa, como um advogado oportunista.
Quase todas as personagens possuem traços de crueldade: Francisco Teixeira, para com a esposa e os filhos, que põe sempre abaixo dos seus incorrigíveis interesses libertinos. Maria, por exemplo, no seu modo de falar da noiva e esposa do filho João. Quina, em várias circunstâncias (por exemplo, quando acompanha o fim do marido de Lisa, quando embebeda o carteiro…), uma tal Domingas, que mata os sucessivos maridos, os quais, por outro lado, sempre elogia. Augusto, que não reconhece a paternidade dos seus bastardos. Inácio Lucas, com o seu feitio e os seus actos assassinos. Há lá um avô que mata o neto recém-nascido e ilegítimo… Causa também arrepios a morte de Custódio.
No romance é mencionado o místico Santo Inácio de Loyola (o fundador dos Jesuítas) e não será despropositada alguma aproximação de Quina a Santa Teresa de Ávila, como chave para a descrição de certos estados de alma que lhe são atribuídos.
A história começa e termina com Germa, filha do irmão Abel, que representa uma geração já urbana, desenraizada dum espaço a que Quina sempre se sentira presa. É uma história impressionante, usada como tema de seminário da disciplina de Tópicos de Literatura portuguesa no curso de Letras.